# Clarence Strait

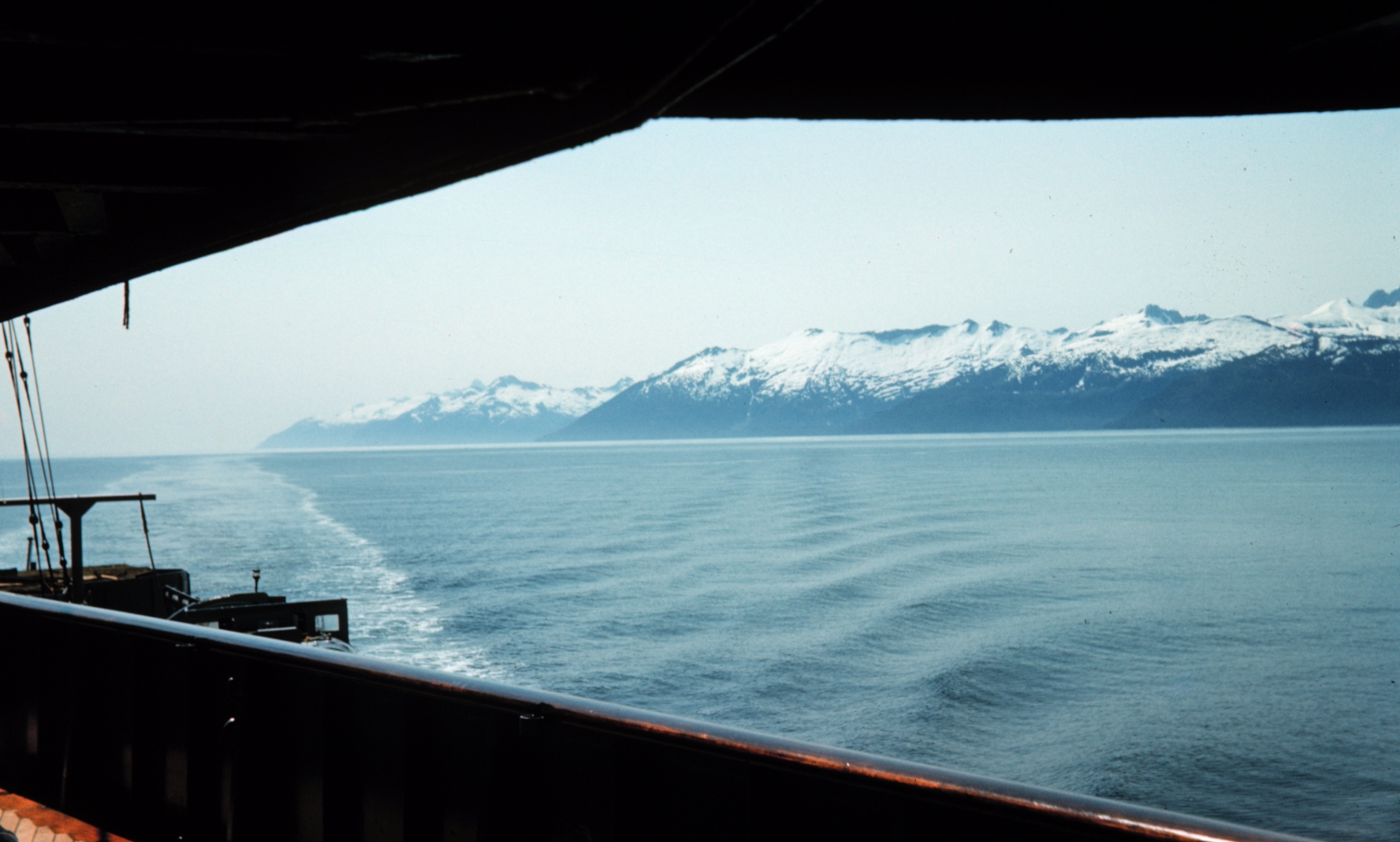
Clarence Strait in 1958

Clarence Strait (oorspronkelijk Duke of Clarence Strait) is een zeestraat in de Alexanderarchipel in de Alaska Panhandle in het zuidoosten van Alaska in de Verenigde Staten. De zeestraat is onderdeel van de Inside Passage.

## Geografie
De zeestraat scheidt het Prins van Waleseiland in het westen van Zarembo Island, Etolin Island, het Cleveland Peninsula van het vasteland van Alaska, Revillagigedo Island, Gravina Island, Annette Island, Hotspur Island en Duke Island in het oosten. De zeestraat is 203 kilometer lang en strekt zich uit van Sumner Strait in het noorden tot aan Dixon Entrance in het zuiden. Aan de westkant ligt de Kasaan Bay, de Cholmondeley Sound en de Moira Sound, in het noorden komt de Stikine Strait uit op de Clarence Strait en in het oosten de Ernest Sound, het Behm Canal, de Tongass Narrows, de Nichols Passage en de Felice Strait. In het zuidoosten van de zeestraat liggen de Percy Islands.
De vuurtoren van Guard Island en vuurtoren van Lincoln Rock, beide nabij Clarence Strait, waren belangrijke hulpmiddelen voor de navigatie in het gebied van Clarence Strait in het pre-automatische tijdperk.
Het waterlichaam ligt in de mariene ecoregio Noord-Amerikaans Pacifisch Fjordland.

## Geschiedenis
Clarence Strait werd in 1793 door George Vancouver vernoemd ter ere van Prins William, hertog van Clarence. Jacinto Caamaño, die de regio een jaar voor Vancouver had verkend, noemde de zeestraat Entrada de Nuestra Senora del Carmen.